# Тернопільське вище професійне училище № 4 імені Михайла Паращука
Тернопільське вище професійне училище № 4 імені Михайла Паращука — вищий навчальний заклад 1-го рівня акредитації в місті Тернополі. У 2003 році училищу присвоєне ім'я українського і болгарського архітектора, скульптора і громадського діяча Михайла Паращука.

## Історія
Для підготовки будівельних кадрів для облрембудтресту та управління будівництвом утворене Міське професійно-технічне училище № 21 26 серпня 1969 року за наказом № 94 від 11 серпня 1969 року Чернівецького міжобласного управління професійно-технічної освіти. Під училище виділено три приміщення по вулиці Комунальників, 1 (навчальний корпус із двома кабінетами і столярною майстернею та майстернею будівельних професій). Паралельно організоване обласне управління ПТО по Тернопільській області.
Перший набір 1969—1970 навчального року складав 30 учнів за спеціальністю «муляр» (навчання почалося в жовтня місяця, бо набір проводився у вересні. Згодом набір розширено за спеціальностями «столяр-тесляр», «маляр-штукатур», «муляр-монтажник конструкцій». У 1971 році набрано 7 груп кількістю 210 учнів. Від 1972 року розпочали будівництво навчально-виховного комплексу по вулиці Галицькій, 29. У 1976 році введено в дію навчальний корпус, майстерні та один гуртожиток, другий — через два роки.
З 1976 року розпочато підготовку спеціалістів із здобуттям середньої освіти. Від училища від'єднуються філіал на вул. Комунальників, який переростає в ПТУ № 10 та філіал комбайнового заводу, що займав приміщення в гуртожитку комбайнового заводу по вулиці Леніна (нині проспект Степана Бандери).
Училище починає співпрацю зі Школою імені Генерала Стефана Грота Ровецкого міста Цешина (Республіка Польща) та професійною гімназією з будівництва та геодезії імені Архітектора Георгія Козарова з міста Сливена (Республіка Болгарія).
16 листопада 1979 року училище перейменовано на Міське середнє професійно-технічне училище № 4, яке готувало робітників із середньою освітою для «Тернопільпромбуду».
16 липня 1990 року навчальний заклад реорганізований у Вище професійне училище № 4 м. Тернополя і стало здійснювати професійну підготовку висококваліфікованих робітничих кадрів кваліфікаційного рівня «молодший спеціаліст».
На фасаді навчального корпусу училища встановлено меморіальну таблицю Михайлові Паращуку.

## Спеціальності
На базі 9 класів:
- ІІ ступінь (робітнича кваліфікація), термін навчання — 3 роки:
  - Адміністратор;
  - Оператор з обробки інформації та програмного забезпечення;
  - Контролер-касир, касир (банку);
  - Столяр будівельний, паркетник;
  - Слюсар з ремонту автомобілів, електрогазозварник;
  - Слюсар з ремонту автомобілів, водій автотранспортних засобів категорії «В»;
  - Штукатур, лицювальник-плиточник, маляр будівельний;
  - Муляр, штукатур, лицювальник-плиточник;
  - Агент з постачання, продавець продовольчих товарів.

На базі 11 класів:
- III ступінь (молодший спеціаліст), термін навчання — 1 рік 6 місяців:
  - Будівництво та експлуатація будівель та споруд.
- ІІ ступінь (робітнича кваліфікація),
  - термін навчання — 1 рік:
    - Столяр (виробництво художніх меблів);
    - Слюсар з ремонту автомобілів, водій автотранспортних засобів категорії «В».

  - термін навчання — 1 рік 6 місяців:
    - Оператор з обробки інформації та програмного забезпечення;
    - Контролер-касир, касир (банку);
    - Столяр будівельний, паркетник;
    - Слюсар з ремонту автомобілів, електрогазозварник;
    - Штукатур, лицювальник-плиточник, маляр будівельний;
    - Муляр, штукатур, лицювальник-плиточник;
    - Агент з постачання, продавець продовольчих товарів.

## Навчально-виховна робота
На базі училища проводяться обласні і Всеукраїнські предметні олімпіади, обласні учнівські конкурси з фахової майстерності, конкурси «Викладач року», «Майстер виробничого навчання року», відкриті уроки і виховні заходи для викладачів та майстрів виробничого навчання Тернопільщини.
Чільне місце у виховній системі навчального закладу займає козацька педагогіка, яка започаткована більше 10-ти років. На базі училища створений козацький полк імені Максима Кривоноса, в якому — більше 1000 козаків.

## Педагогічний колектив
Педагогічний колектив училища нараховує 111 педагогічних працівників. 38 викладачів мають кваліфікацію спеціаліста вищої категорії, 11 — першої категорії, 20 — другої категорії.
Знаком «Відмінник освіти України» нагороджено 10 педагогічних працівників: Г. П. Нижник, В. С. Кулявий, В. Р. Козак, О. Є. Попеляр, І. П. Матеха, Н. В. Борейчук, І. М. Кравець, Л. М. Машталєр, В. І. Гешта, Л. М. Гешта. Почесним званням «Заслужений працівник культури» нагороджений В. Я. Починок. Нагрудним знаком А. С. Макаренка нагороджено В. І. Гешту, нагрудним знаком В. О. Сухомлинського нагороджено Л. Б. Котовську.
8 викладачів мають педагогічне звання «Викладач-методист», 19 — «Старший викладач», педагогічне звання «Старший вихователь» присвоєно С. Б. Шаршонь. 18 майстрів виробничого навчання мають педагогічне звання «Майстер виробничого навчання І категорії»; 12 — «Майстер виробничого навчання ІІ категорії».

### Директори
- Володимир Березюк 14 серпня 1969 — 18 травня 1974,
- А. Александров,
- А. Даниленко,
- М. Кріль,
- Роман Півторак — 1998[1]—?,
- Іван Грищук — нині

### Викладачі
- Галина Тарасівна Андрусишин — заступник директора з навчальної роботи
- Оксана Любомирівна Дика — заступник директора з навчально-виховної роботи

## Випускники
За майже 45 років свого функціонування училище підготувало понад 17 тисяч спеціалістів будівельного, технічного та економічного профілів.
Окремі випускники:
- Іван Вітишин (1976—2015) — український військовик, старший сержант 80-ї окремої аеромобільної бригади, загинув у російсько-українській війні.
- Дмитро Заплітний (1983—2015) — український військовик, молодший сержант 128-ї гірсько-піхотної бригади, загинув у російсько-українській війні.